# Podocarpus elatus
Podocarpus elatus, comúnmente conocido como el Ciruelo Ilawarra (Illawarra plum), pino ciruelo o pino pardo, es una especie de Podocarpus endémico de la costa de Australia, en el este de Nueva Gales del Sur y el este de Queensland. 

## Descripción
Árbol dioico perennifolio de talla mediana que crece a una altura de 30-36 m con un tronco de hasta 1,5 m de diámetro. 
Las hojas son lanceoladas, 5-15 cm de largo (hasta 25 cm de largo en árboles jóvenes vigorosos) y 6-18 mm de ancho. 
Los conos son púrpura-azul oscuros, se asemejan a bayas, con una base carnosa comestible de 2-2.5 cm de diámetro llevando una sola semilla globosa de 1 cm de diámetro.

## Usos
La parte carnosa del cono de semillas (similar superficialmente a una pequeña ciruela) es comestible, y tiene una textura similar a la de la uva con un sabor dulce y suave a pino. El fruto es muy versátil para cocinar y con él se hacen deliciosas salsas y mermeladas; y se usa en condimentos. Son particularmente ricos en vitamina C y muy ricos en antioxidantes.
La madera fue apreciada para muebles, ebanistería, tablas de barcos, revestimientos y pilotes en agua salada. 
También se cultiva como un atractivo árbol ornamental.

## Galería

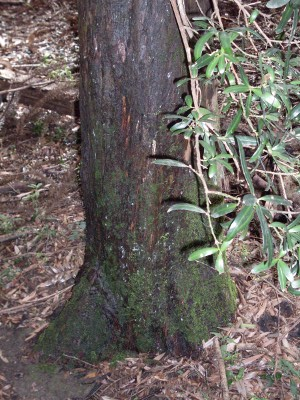
Tronco
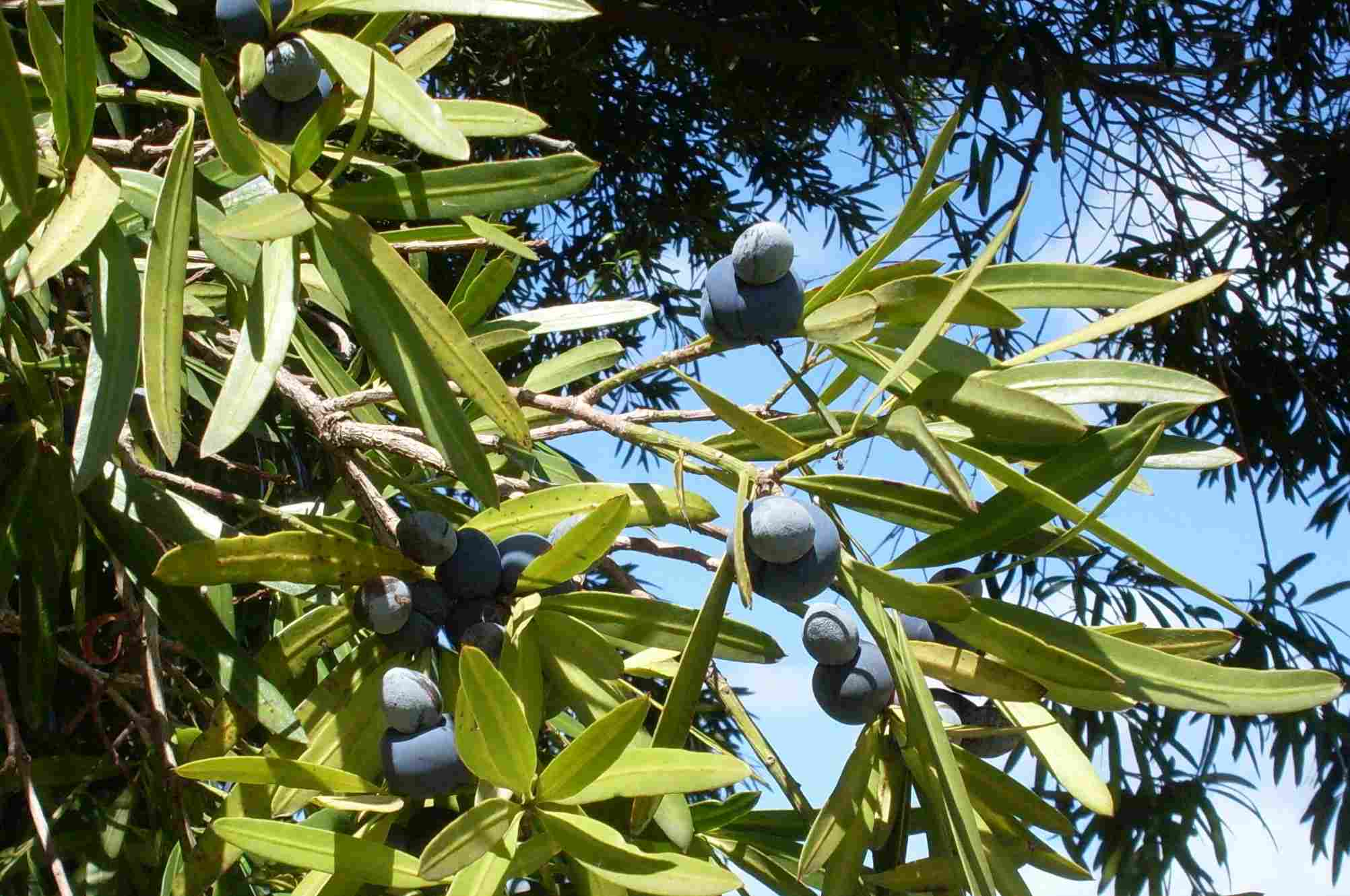
Conos y follaje
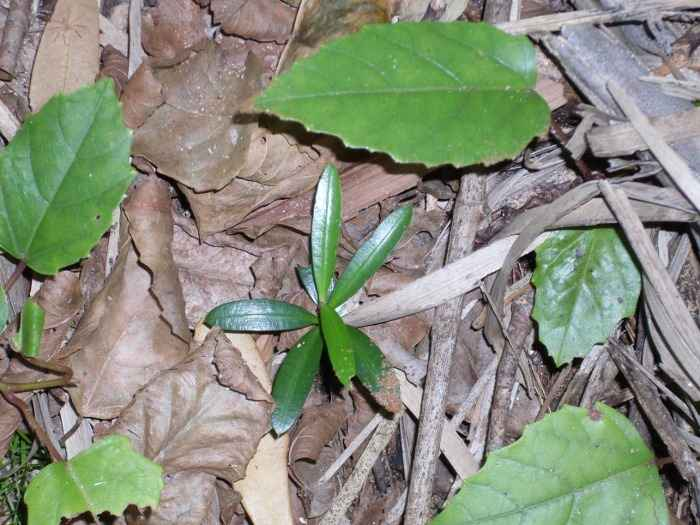
Podocarpus elatus creciendo en el bosque lluvioso litoral sobre la arena

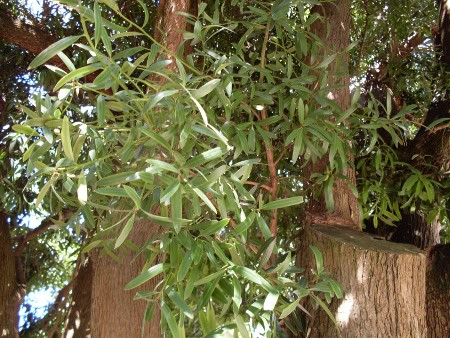
Follaje
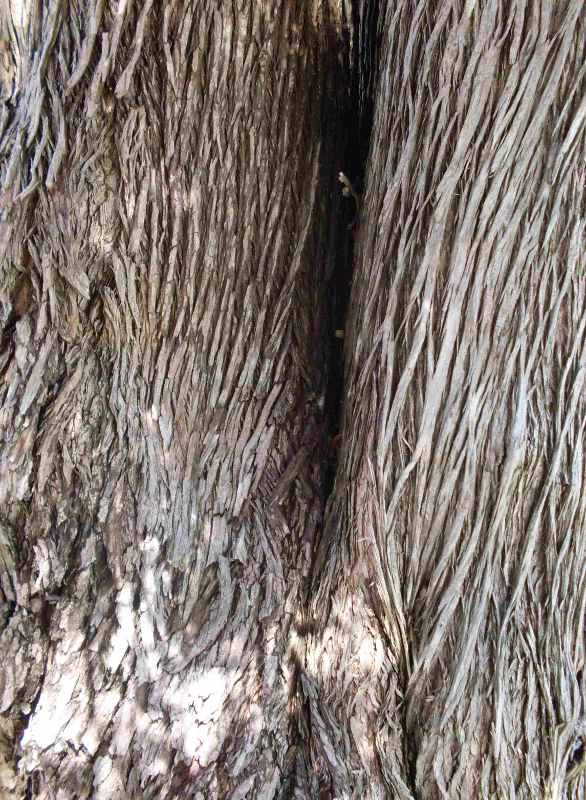
Corteza de
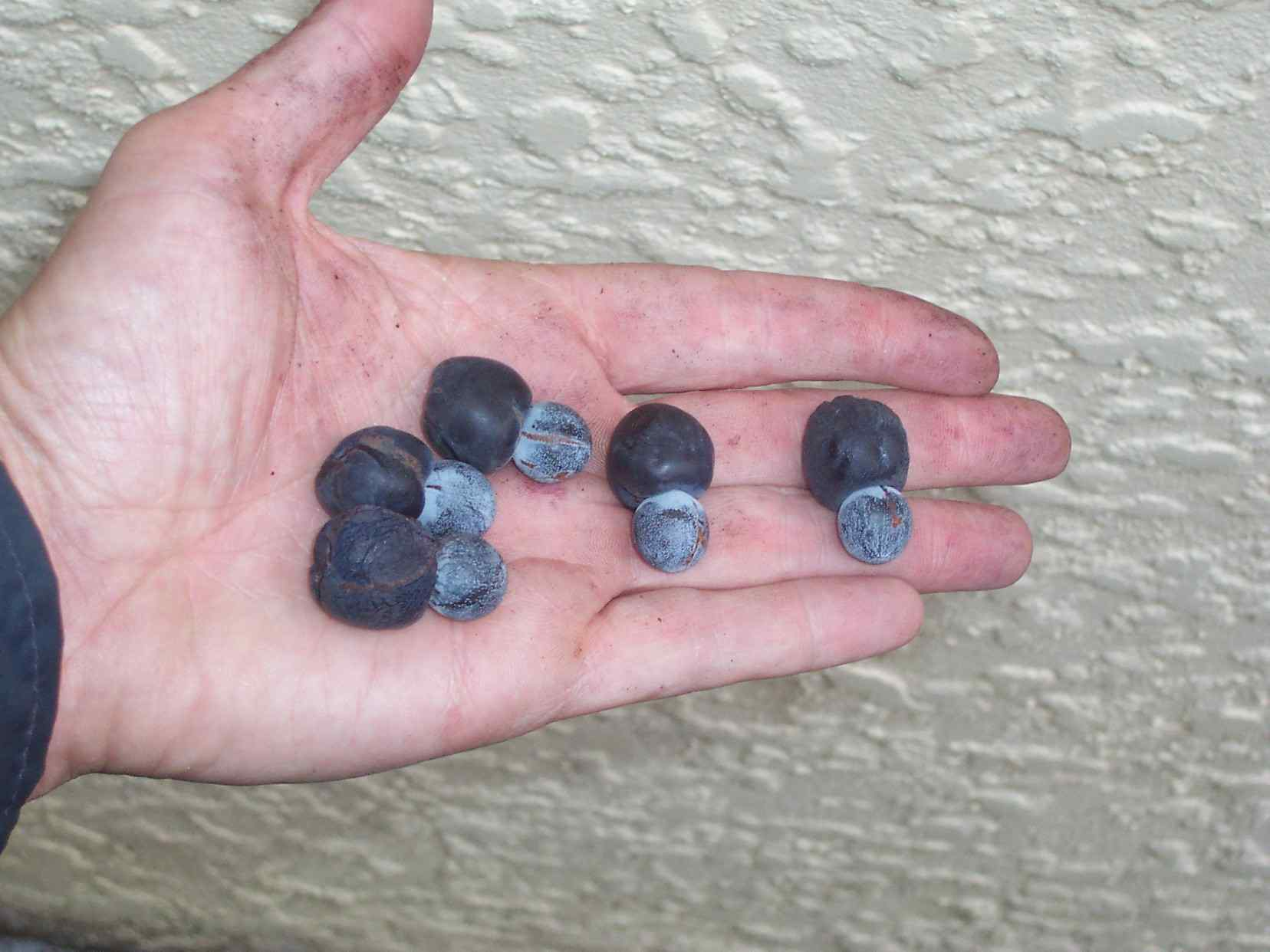
Conos
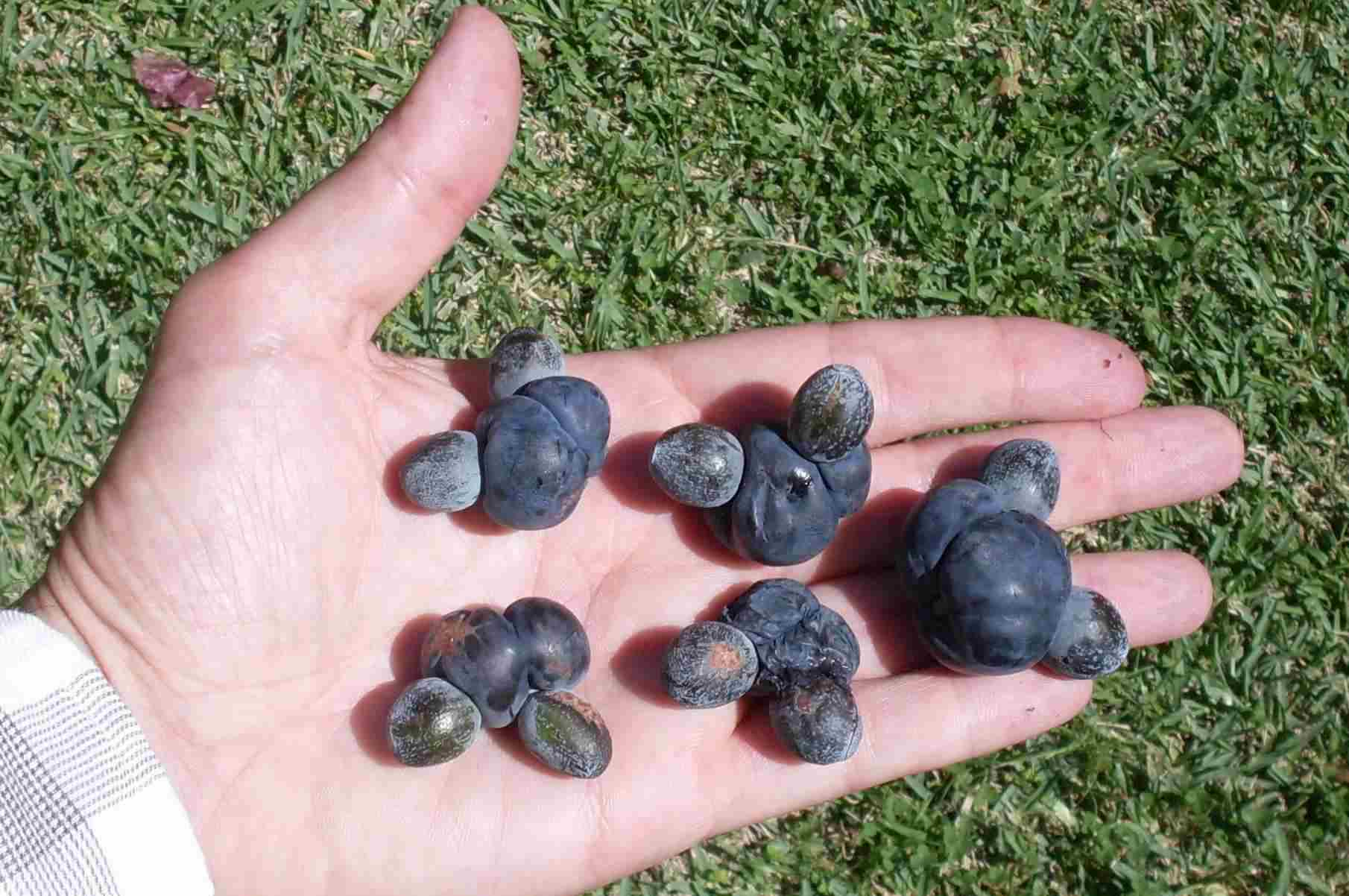
Conos inusuales con 2 semillas
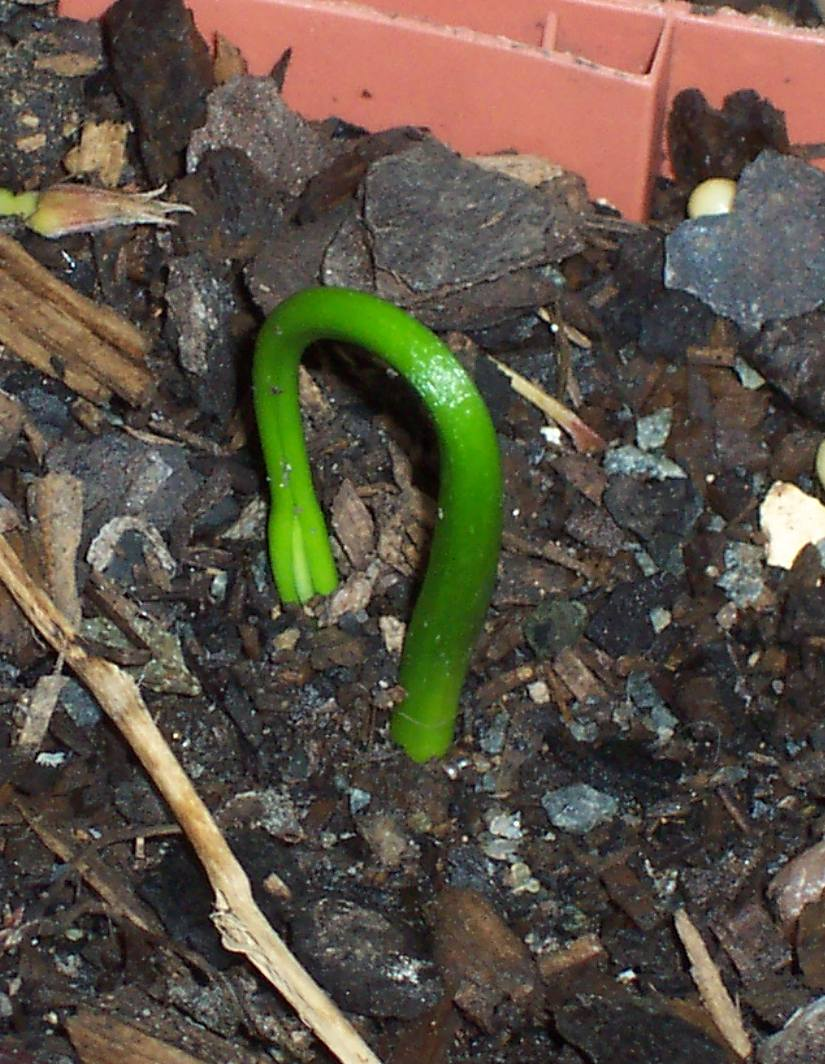
Podocarpus elatus germinando